# Autoinfección
Se llama autoinfección a la infección del organismo ocasionada por gérmenes que siendo de ordinario inocuos adquieren de pronto virulencia. 
Así ocurre con el bacilo coli, los estreptococos y los neumococos que bajo la influencia de determinadas circunstancias dan origen a infecciones intestinales, bronconeumonías y neumonías, erisipelas, forúnculos, meningitis, etc. Así encuentran explicación casos de fiebre tifoidea espontánea en el supuesto de la preexistencia del bacilo de Eberth en los intestinos bajo la influencia de las aguas de mala calidad, de excesos en el régimen, etc. De igual manera se explica la pulmonía bajo la acción del frío, etc.